# Pic de Bugarach
Pic de Bugarach (ili okcitanski Puèg de Bugarag) je s visinom od 1230 m najveći vrh Corbièresa u južnoj Francuskoj regiji Languedoc-Roussillon. 
Ime planine potječe od sela Bugarach koje mu se nalazi u podnožju. Na obroncima planine izvire rijeka Agly.
Geološki je zanimljiva, jer su gornji slojevi stariji od donjih slojeva planine. 
|  | Portal Francuske – Pristup člancima s tematikom o Francuskoj. |